# Загрузчик операционной системы
Загрузчик операционной системы — системное программное обеспечение, обеспечивающее загрузку операционной системы непосредственно после включения компьютера (процедуры POST) и начальной загрузки.
Загрузчик операционной системы:
- обеспечивает необходимые средства для диалога с пользователем компьютера (например, загрузчик позволяет выбрать операционную систему для загрузки);
- приводит аппаратуру компьютера в состояние, необходимое для старта ядра операционной системы (например, на не-x86 архитектурах перед запуском ядра загрузчик должен правильно настроить виртуальную память);
- загружает ядро операционной системы (Ntoskrnl.exe в случае MS Windows) в ОЗУ. Загрузка ядра операционной системы не обязательно происходит с жесткого диска. Загрузчик может получать ядро по сети. Ядро может храниться в ПЗУ или загружаться через последовательные интерфейсы (это может пригодиться на ранней стадии отладки создаваемой компьютерной системы);
- формирует параметры, передаваемые ядру операционной системы (например, ядру Linux передаются параметры, указывающие способ подключения корневой файловой системы);
- передаёт управление ядру операционной системы.

На компьютерах архитектуры IBM PC запуск загрузчика осуществляется программным обеспечением BIOS, записанной в ПЗУ компьютера, после успешного окончания процедуры POST.
Опишем процедуру, с помощью которой происходит загрузка с НЖМД IBM PC:
BIOS производит чтение 512 байт первого сектора НЖМД (MBR) в ОЗУ по адресу 0x00007C00 (0x07C0:0x0000 в формате реального режима), затем прочитанному коду передаётся управление. Этот код читает и анализирует таблицу разделов жёсткого диска, а затем, в зависимости от вида загрузчика, либо передаёт управление загрузочному коду активного раздела жёсткого диска (см. Начальная загрузка компьютера), либо самостоятельно загружает ядро с диска (например, из сети или со съёмного носителя) в оперативную память и передаёт ему управление. Первоначально загрузчик работает в режиме реальной адресации при отключенной адресной линии A20, что создает определённые трудности при написании загрузчиков.

## Распространённые загрузчики
- NTLDR — загрузчик ядра Windows NT/2000/XP.
- Windows Boot Manager (bootmgr, winload.exe) — загрузчик ядра Windows Vista, Windows 7, Windows 8 и Windows 10.
- LILO (LInux LOader) — загрузчик, в основном применяемый для загрузки ядра Linux.
- GRUB (Grand Unified Bootloader Архивная копия от 26 ноября 2007 на Wayback Machine) — применяется для загрузки ядра Linux и Hurd (StartUp Manager).
- OS/2 BootManager — загрузчик ядра OS/2.
- RedBoot — загрузчик для встраиваемых систем. Домашняя страница RedBoot Архивная копия от 6 декабря 2008 на Wayback Machine.
- SILO (SPARC Improved bootLOader) — загрузчик Linux и Solaris для машин с архитектурой SPARC. Домашняя страница SILO Архивная копия от 20 марта 2008 на Wayback Machine.
- Loadlin — загружает Linux из-под DOS или Windows. Домашняя страница Loadlin Архивная копия от 27 мая 2009 на Wayback Machine.
- Syslinux — загружает Linux из-под DOS или Windows.
- Yaboot — загрузчик Linux на PowerPC.
- BootX — загрузчик Mac OS X.
- bootman — загрузчик BeOS.
- BootManager — загрузчик Haiku.
- Das U-Boot — универсальный загрузчик, применяется в основном во встраиваемых (embedded) системах.
- Plop Boot Manager — универсальный загрузчик, запускается с помощью собственных загрузчиков Windows и Linux, а также со съемных носителей. Домашняя страница Plop Boot Manager Архивная копия от 23 апреля 2011 на Wayback Machine.
- SyMon — мультизагрузчик;код на Ассемблере. Формируя MBR,комбинацией из 36 партиций, имеет 20 вариантов загрузки. Диск 502Гб; 2Тб(3.23.02b)Домашняя страница SyMon.
- Acronis OS Selector — коммерческая графическая утилита прилагаемая к Acronis Disk Director, поддерживает Windows и Linux, появляется перед каждой загрузкой системы, умеет копировать системы  Архивная копия от 16 марта 2010 на Wayback Machine.
- uMon — загрузчик для встраиваемых систем.
- barebox — загрузчик для встраиваемых систем.
- Paragon Boot Manager — универсальный загрузчик, распространяется с дистрибутивом Paragon Partition Manager.
- XorBoot — универсальный загрузчик.
- Limine — универсальный загрузчик, имеет довольно удобный протокол загрузки Limine.